# Carex xerantica
Carex xerantica är en halvgräsart som beskrevs av Liberty Hyde Bailey. Carex xerantica ingår i släktet starrar, och familjen halvgräs. Inga underarter finns listade i Catalogue of Life.